# جريس الشقوق
جُرَيس الشقوق (باللاتينية: Campanula cymbalaria) نوع نباتي ينتمي إلى جنس الجريس من الفصيلة الجريسية.

## الموئل والانتشار
موطنه بلاد الشام وتركيا.

## مرادفات للاسم العلمي
- (باللاتينية: Campanula billardierei A.DC.)
- (باللاتينية: Campanula billardierei var. major A.DC. 		)